# Königs-Seidelbast
Der Königs-Seidelbast (Daphne blagayana) ist eine Pflanzenart aus der Gattung Seidelbast (Daphne) innerhalb der Familie der Seidelbastgewächse (Thymelaeaceae).

## Beschreibung

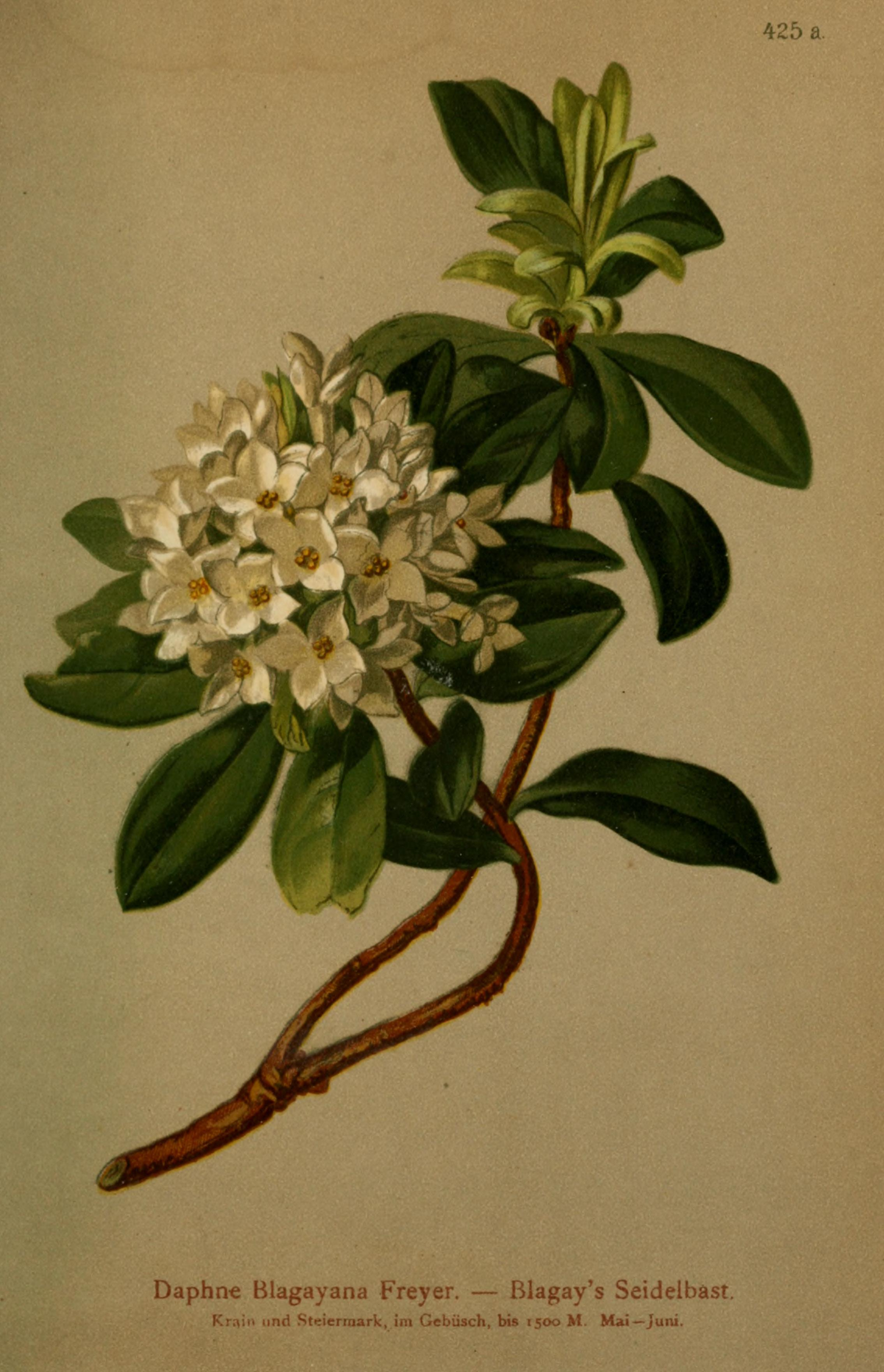
Illustration aus Atlas der Alpenflora, 1882

### Vegetative Merkmale
Der Königs-Seidelbast ist ein immergrüner Zwergstrauch, der Wuchshöhen von bis zu 30 Zentimetern erreicht. Es werden unterirdische Ausläufer ausbildet. Die Äste sind lang kriechend und aufsteigend. Die Zweige sind nur am oberen Ende beblättert.
Die Laubblätter sind fast sitzend und überwintern. Die einfachen, lederigen, dunkel-grünen Blattspreiten sind bei einer Länge von 2 bis, meist 3 bis 6 Zentimetern sowie einer Breite von 1 bis 1,5 Zentimetern länglich-elliptisch bis länglich verkehrt-eiförmig.

### Generative Merkmale
Die Blütezeit reicht von April bis Mai. Die endständigen Blütenstände enthalten meist 10 bis 15 (5 bis 20) kurz gestielte Blüten. Die Hochblätter sind hellfarbig, kürzer oder etwa halb so lang wie der Achsenbecher; die äußeren sind länglich-eiförmig, die inneren sind linealisch-lanzettlich.
Die Blüten sind bis zu 2 Zentimeter lang, gelblich-weiß und duften stark. Der Achsenbecher ist schlank zylindrisch. Die Kronzipfel sind breit-eiförmig mit stumpfem oberen Ende. Der Fruchtknoten ist gestielt und weich behaart.
Die Früchte sind weißgelb, wässrig-durchsichtig und kahl.
Die Chromosomenzahl beträgt 2n = 18.

## Ökologie
Die Laubblätter werden von dem Schlauchpilz Phyllosticta carniolica befallen und erzeugen dort Flecken.

## Vorkommen
Der Königs-Seidelbast besitzt in Südosteuropa Vorkommen in den Ländern Slowenien, Kroatien, Bosnien, Serbien, Kosovo, Albanien, Nordmazedonien, Griechenland, Bulgarien und Rumänien.
Der Königs-Seidelbast gedeiht auf der Balkan-Halbinsel in lichten Laub- und Nadelwäldern, auf Waldwiesen sowie auf steinigen Abhängen in Höhenlagen bis zu 1000 Metern. In Rumänien erreicht er Höhenlagen bis zu 1200 Metern.

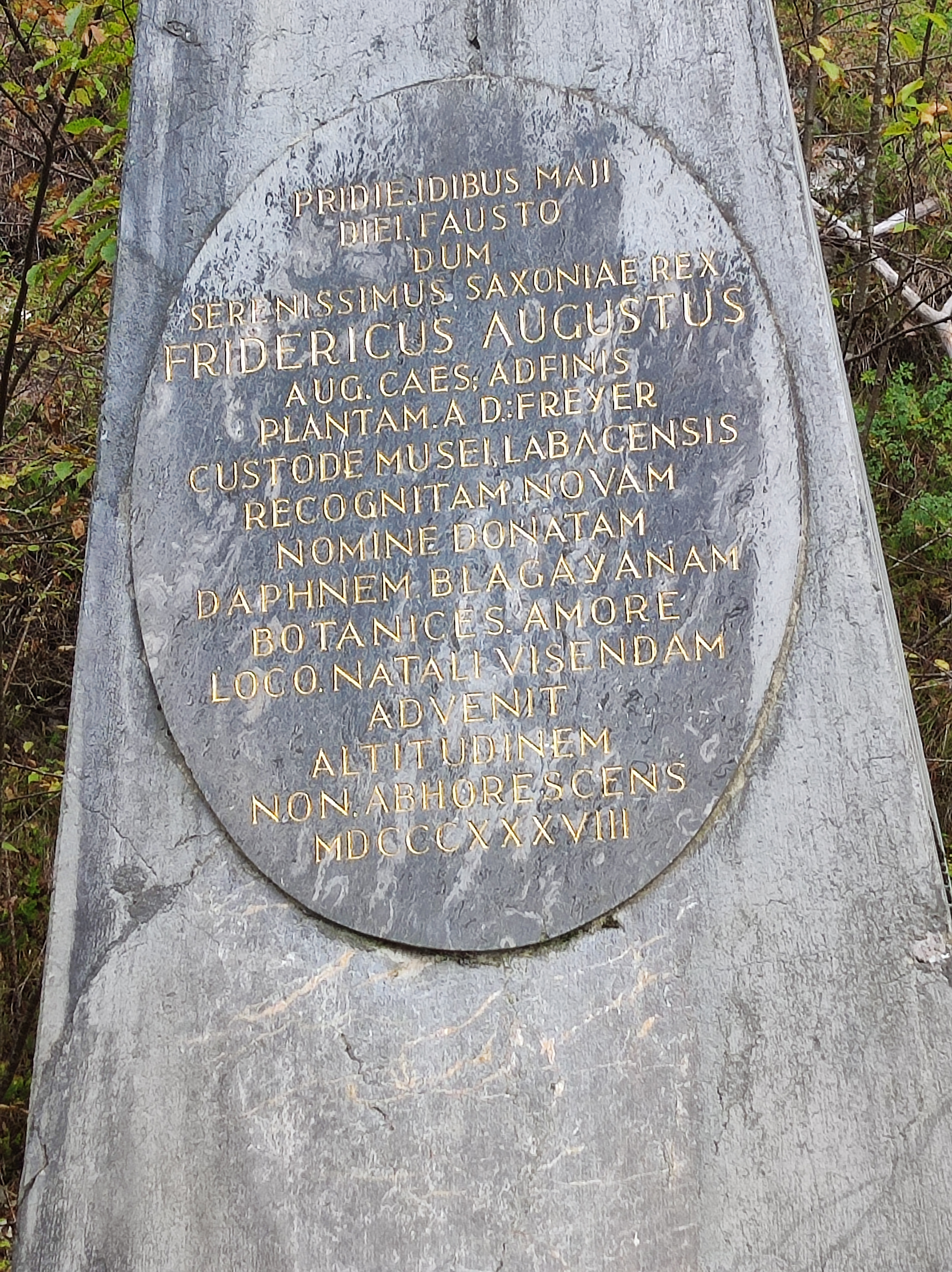
Obelisk zur Erinnerung an den Besuch König Friedrich Augusts II. von Sachsen, um dem Königs-Seidelbast zu sehen

## Botanische Geschichte und Taxonomie
Der Königs-Seidelbast wurde von einem Grafen Blagay 1837 auf dem Lorenziberg bei Dobrova-Polhov Gradec in Slowenien als ein „unbekanntes Gewächs“ entdeckt. Diese Entdeckung erregte damals Aufsehen, sodass sogar König Friedrich August II. (Sachsen) dorthin reiste, um Pflanzenexemplare zu sehen. Danach erhielt sie auch den deutschsprachigen Trivialnamen Königsblume oder Königs-Seidelbast. Zur Erinnerung an diesen Besuch wurde dort ein Obelisk aufgestellt.
Die Erstbeschreibung von Daphne blagayana erfolgte 1838 durch Heinrich Freyer in Flora; oder (allgemeine) botanische Zeitung, Band 21 (1), S. 176. Ein Synonym für Daphne blagayana Freyer ist Daphne lerchenfeldiana Schur

## Nutzung
Der Königs-Seidelbast wird selten als Zierpflanze für Gehölzgruppen genutzt.